# Campioni di ballo
Campioni di ballo è stato un talent show basato su una gara di ballo, trasmesso da Rete 4 dal 20 maggio 1996 al 21 dicembre 1997 e in seguito da Canale 5 dal 21 febbraio al 4 aprile 1999.

## Il programma
Lo show, ideato da Lorella Cuccarini e Silvio Testi, era nato inizialmente come un breve spazio all'interno dell'edizione 1995/1996 di Buona Domenica condotta dalla stessa Cuccarini insieme ad Amadeus e a Claudio Lippi.
Visto il successo, a maggio del 1996, al termine della stagione del contenitore domenicale di Canale 5, si decise di trasformare la rubrica in un programma autonomo in onda per tre prime serate su Rete 4 con la conduzione dello stesso cast di Buona Domenica.
Nell'autunno dello stesso anno viene realizzata una seconda edizione composta da cinque puntate, condotta da Amadeus e Natalia Estrada. La stessa coppia viene confermata alla guida anche della terza edizione, in onda sempre su Rete 4 nell'autunno del 1997.
Nella terz'ultima edizione primaverile del 1999 la trasmissione viene promossa su Canale 5 con la conduzione della ritrovata Lorella Cuccarini, e la partecipazione di Giampiero Ingrassia. Sigla di apertura di questa ultima edizione era il brano musicale Ran can can, mentre la sigla di chiusura era il Cuccarello, entrambe interpretate dalla stessa Cuccarini, ed in seguito inserite nell'album della showgirl Le più belle canzoni, pubblicato nel 2002 dalla Sony Records. Ogni puntata vedeva la partecipazione di un ospite che duettava in canzoni e sketch con la conduttrice. Tra questi Christian De Sica, Bud Spencer, Massimo Lopez, Loretta Goggi.